# سیارک ۷۳۲۲
سیارک ۷۳۲۲ (به انگلیسی: 7322 Lavrentina، نامگذاری:1979SW2) هفت هزار و سیصد و بیست و دومین سیارک کشف شده‌است که در ۲۲ سپتامبر ۱۹۷۹ کشف شد.
قدر مطلق سیارک برابر ۱۲٫۲۰ است.